# Dicranomyia lagunta
Dicranomyia lagunta là một loài ruồi trong họ Limoniidae. Chúng phân bố ở miền Australasia.